# Rudolph Karstadt

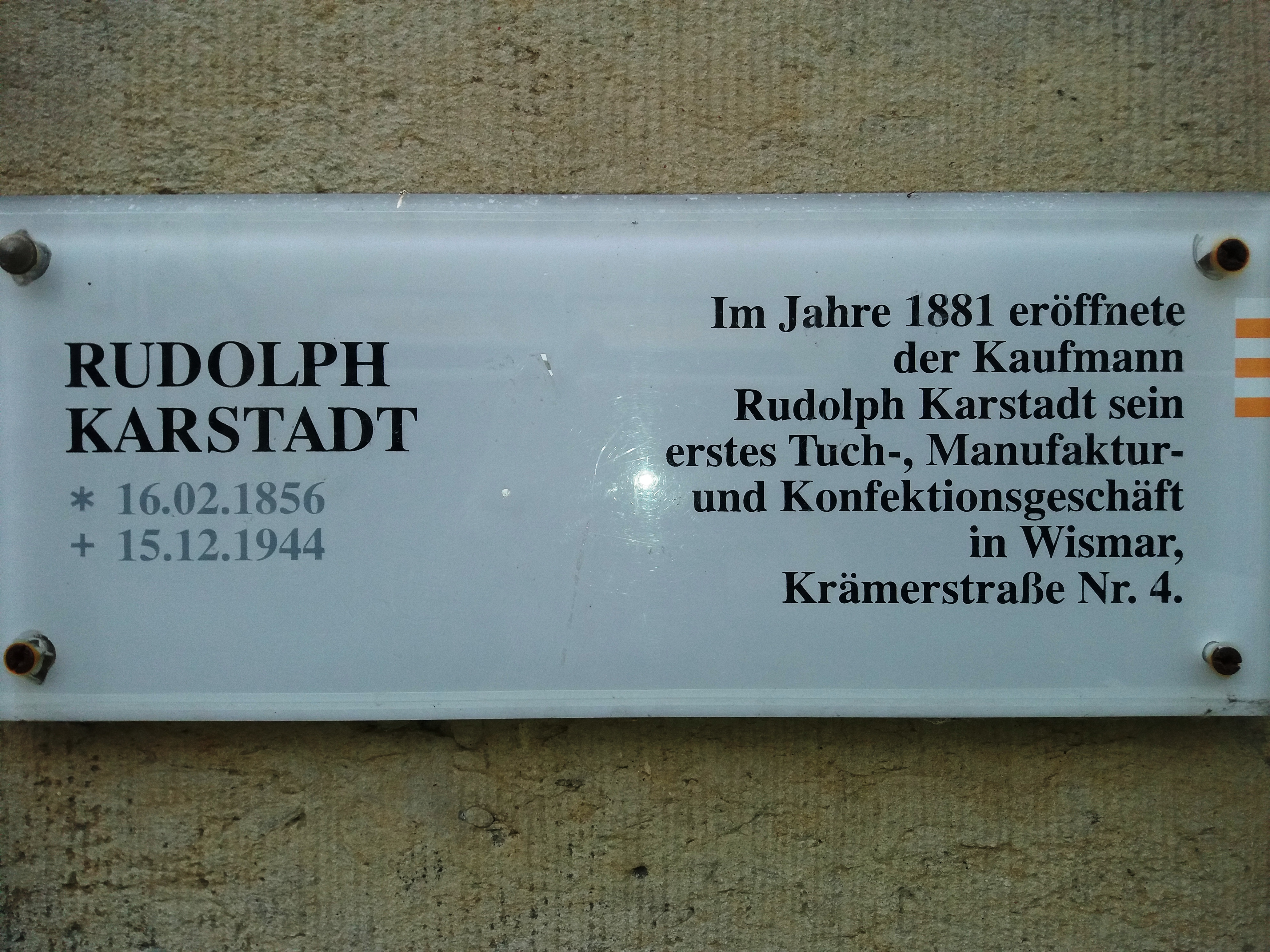
Rudolph Karstadt plaque - Wismar

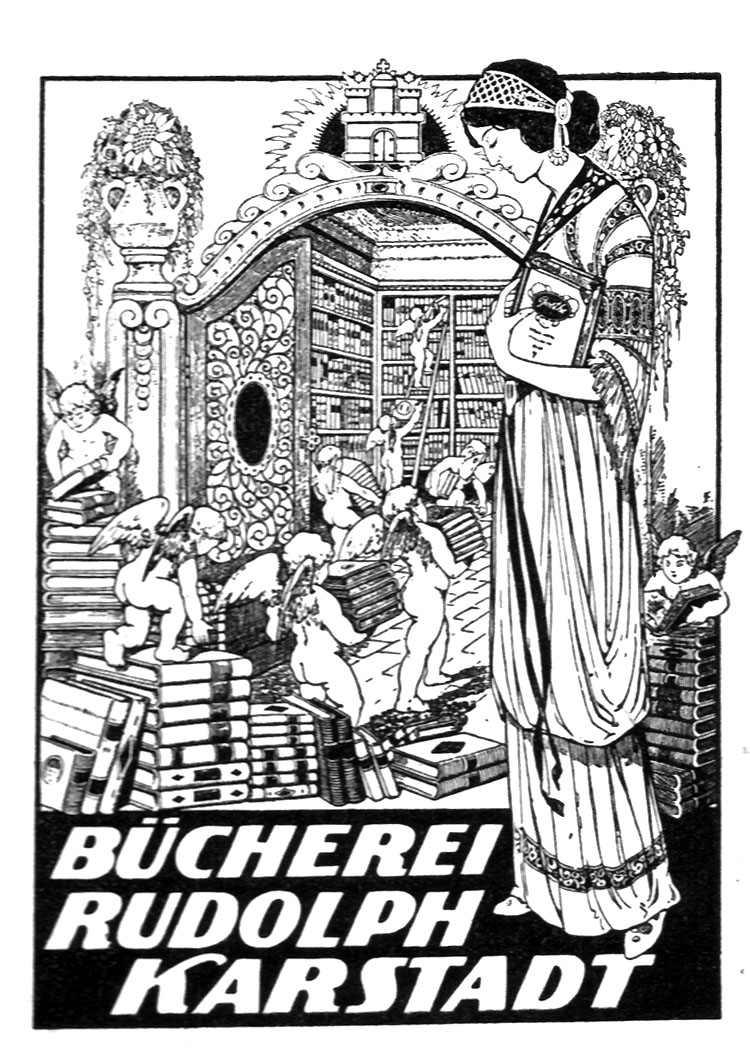
Exlibris Karstadt

Rudolph Karstadt, född 16 februari 1856 i Grevesmühlen, död 15 december 1944 i Schwerin, var en tysk affärsman. 
Med ett lån på 1000 thaler av sin far och med bistånd från sina två systrar öppnade Karstadt sitt första varuhus, ″Tuch-, Manufactur- und Konfectionsgeschäft" i Wismar den 14 maj 1881. Omkring 1920 ägde han över 30 varuhus över hela Tyskland, Karstadt Warenhaus AG, som sedermera kom att heta Arcandor AG.